# Venables
Pour les articles homonymes, voir Venables (homonymie).
Venables est une ancienne commune française située dans le département de l'Eure, en région Normandie.
Depuis le 1er janvier 2017, elle est une commune déléguée de la commune nouvelle nommée Les Trois Lacs.

## Géographie
Venables est située à l'extrême pointe nord du plateau de Madrie. Le village est construit sur un belvédère dont le point culminant se situe à 124 m d'altitude. Le site domine un méandre de la Seine.
Hameaux : La Mare sous Venables, La Rive, Lormais, Le Moulin à Vent, Le Val d'Ailly et Fontaine la Verte.

### Hydrographie
La commune est riveraine de la Seine.

## Toponymie
Le nom de la localité est attesté sous la forme Venablis vers 1050-1066 (Fauroux 191), Venabula en 1181 (bulle de Luce III).
Ni Albert Dauzat, ni Ernest Nègre n'ont traité ce toponyme, sans doute n'avaient-ils aucune solution vraisemblable à proposer. Seul François de Beaurepaire se contente de préciser que l'origine en est inconnue, il considère la latinisation Venabula, d'après vēnābulum « épieu » comme fantaisiste. Même chose chez René Lepelley qui qualifie le sens d'« obscur ».
Remarque : il existe un élément celtique (gaulois) -abula que l'on rencontre dans la finale -able du nom commun érable. -abula est vraisemblablement issu du gaulois abalo-, aballo- « pomme, pommier »,. Cet élément s'est combiné au latin acer « érable » pour former le mot *acerabula > érable (cf. occitan languedocien argelabre), type de formation celtique comparable au vieil irlandais fic-abull « figuier » ou au gallois cri-afol « sorbier des oiseaux ».

## Histoire
Les origines du village remontent certainement à la Préhistoire par l'occupation des lieux aux environs de 7000 ans av. J.-C. par des tribus nomades. À l'époque gallo-romaine, le lieu connut un essor dû au passage d'une voie reliant le Neubourg au sud-ouest et les Andelys au nord-est et qui devait rejoindre la grande voie de circulation romaine reliant Lutèce (Paris) à Rotomagus (Rouen).
- 1055 : le fief de Venables, qui appartenait à l'évêque de Beauvais, devint vacant à la mort de Mauger de Venables. L'évêque offrit les terres de Venables à son neveu Gilbert que l'on dit fils du comte de Blois et de Chartres. Ce jeune seigneur né entre 1030 et 1035 passera peu de temps sur ses terres. À l'appel de Guillaume duc de Normandie, il s'enrôlera en 1066 dans l'ost normand en compagnie de Guillaume et Hugues de la Mare petits seigneurs de l'actuel hameau. Pour leurs bons et loyaux services et suivant les promesses du duc, ils seront dotés de terres, dans le comté du Cheshire attribué à Hugues d'Avranches. Gilbert y fera souche et deviendra premier baron de Kinderton[6]. Hugues, dont le frère Guillaume meurt durant la bataille d'Hastings, sera nommé Hugh of Delamere. Peut-être faut-il voir dans ce nouveau patronyme la prononciation anglaise de De La Mare. La paroisse regroupant les quatre fiefs de Venables, La Mare, Fontaine-la-Verte et la Rive date de cette époque.
- Philippe Auguste ayant acquis Venables lors de la conquête française de 1203-1204, il l'échange avec Pierre de Moret (un fidèle du roi capétien, devenu seigneur de Noyon-sur-Andelle et Radepont), contre Noyon-sur-Andelle, qu'il donne à Robert IV de Poissy époux de Luce Le Chambellan du Plessis (veuve de Robert, Luce épousera Pierre de Moret, d'où Jean de Moret demi-frère de Robert V de Poissy).
- Au XVIIIe siècle, le vignoble  se développe et des cultures en espaliers sont implantées sur le versant sud des coteaux de la Seine.
- Au XIXe siècle, le visage du village a été remodelé par la construction de la voie ferrée de Paris au Havre par les entrepreneurs britanniques Brassey et Mackenzie pour le compte de la Compagnie du Chemin de fer de Paris à Rouen.
- 1851 : la construction de la digue entre les hameaux de Lormais et de la Rive va favoriser le développement des terres agricoles le long de la Seine.

## Politique et administration
| Période                                  | Période    | Identité               | Étiquette | Qualité                    |
| ---------------------------------------- | ---------- | ---------------------- | --------- | -------------------------- |
| Les données manquantes sont à compléter. |            |                        |           |                            |
| ca 1829                                  |            | Baron de Saint-Hilaire |           |                            |
| Les données manquantes sont à compléter. |            |                        |           |                            |
| avant 1904                               |            | Hébert                 |           |                            |
| en 1904                                  |            | Thorel                 |           |                            |
| Les données manquantes sont à compléter. |            |                        |           |                            |
| 1983                                     | mars 2014  | Jean-Marie Drouet      |           |                            |
| mars 2014                                | 31/12/2016 | Patrick Lequette       | SE        | Retraité de l'enseignement |

## Démographie
L'évolution du nombre d'habitants est connue à travers les recensements de la population effectués dans la commune depuis 1793. À partir du 1er janvier 2009, les populations légales des communes sont publiées annuellement dans le cadre d'un recensement qui repose désormais sur une collecte d'information annuelle, concernant successivement tous les territoires communaux au cours d'une période de cinq ans. 
Pour les communes de moins de 10 000 habitants, une enquête de recensement portant sur toute la population est réalisée tous les cinq ans, les populations légales des années intermédiaires étant quant à elles estimées par interpolation ou extrapolation. Pour la commune, le premier recensement exhaustif entrant dans le cadre du nouveau dispositif a été réalisé en 2005,.
En 2015, la commune comptait 814 habitants, en évolution de +4,09 % par rapport à 2009 (Eure : +2,66 %, France hors Mayotte : +2,49 %).
| 1793 | 1800 | 1806 | 1821 | 1831 | 1836 | 1841 | 1846 | 1851 |
| ---- | ---- | ---- | ---- | ---- | ---- | ---- | ---- | ---- |
| 880  | 807  | 876  | 839  | 803  | 827  | 842  | 796  | 746  |

| 1856 | 1861 | 1866 | 1872 | 1876 | 1881 | 1886 | 1891 | 1896 |
| ---- | ---- | ---- | ---- | ---- | ---- | ---- | ---- | ---- |
| 696  | 674  | 646  | 629  | 602  | 578  | 548  | 493  | 478  |

| 1901 | 1906 | 1911 | 1921 | 1926 | 1931 | 1936 | 1946 | 1954 |
| ---- | ---- | ---- | ---- | ---- | ---- | ---- | ---- | ---- |
| 453  | 465  | 389  | 356  | 343  | 302  | 347  | 350  | 370  |

| 1962 | 1968 | 1975 | 1982 | 1990 | 1999 | 2005 | 2010 | 2014 |
| ---- | ---- | ---- | ---- | ---- | ---- | ---- | ---- | ---- |
| 346  | 400  | 419  | 587  | 702  | 708  | 776  | 789  | 793  |

| 2015 | - | - | - | - | - | - | - | - |
| ---- | - | - | - | - | - | - | - | - |
| 814  | - | - | - | - | - | - | - | - |

## Culture locale et patrimoine

### Lieux et monuments

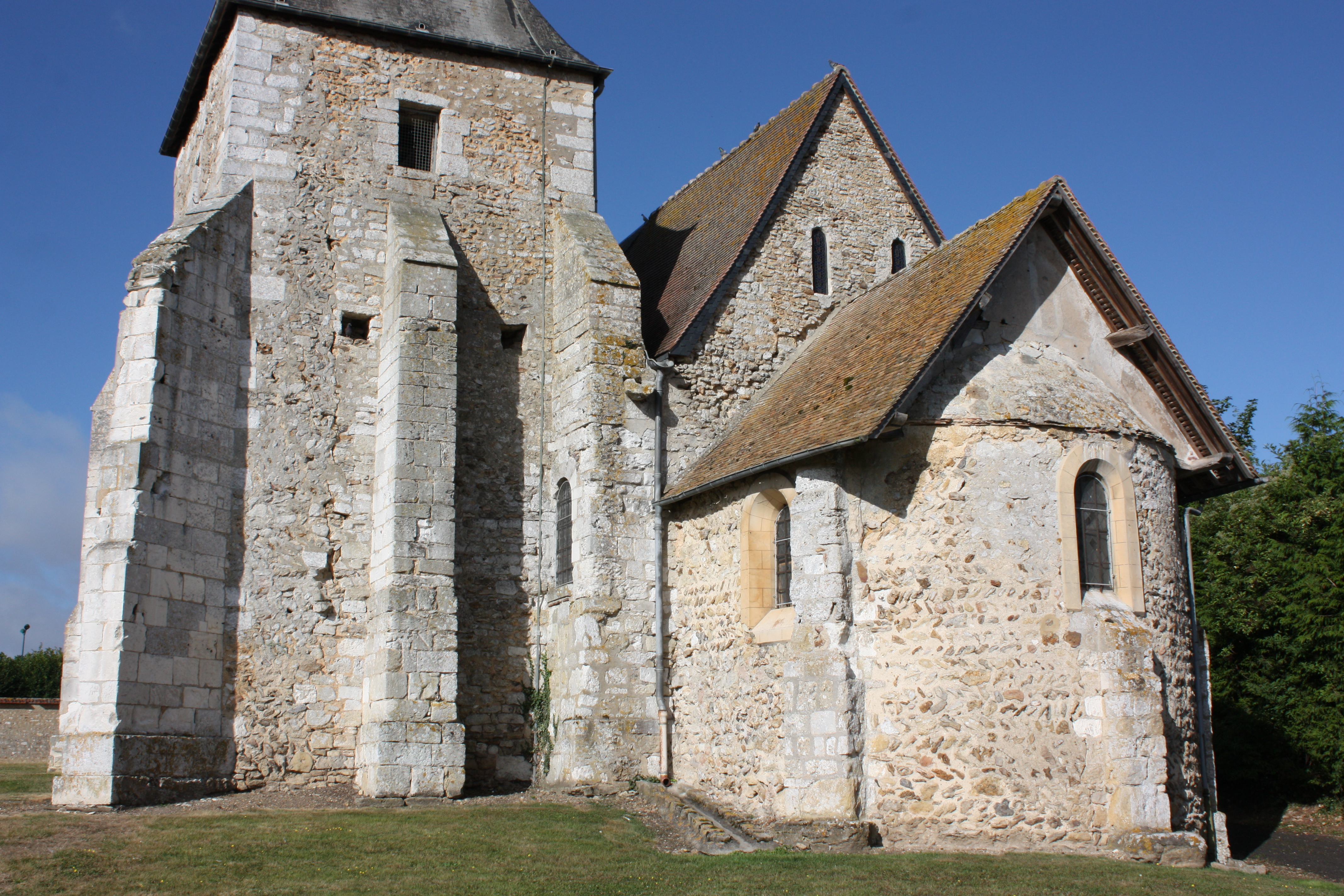
L'église Notre-Dame

- L'église Notre-DameMotte féodale, antérieure à 1042. Vue imprenable sur le plan d'eau et le méandre de la Seine. Elle a été inscrite au titre des monuments historiques par arrêté du 3 octobre 1983[12].
- Église Notre-Dame dont les parties les plus anciennes remontent au XIIe siècle. La tour carrée située au sud du chœur date du XVIe siècle et le porche de 1722. 
Le cimetière qui entourait l'église a été désaffecté en 1840 : il ne reste que le monument aux morts.
- En face de l'église se trouvait le prieuré de Venables dont les moines et la paroisse dépendaient de l'abbaye de la Croix-Saint-Leufroy. Confisqué comme bien national lors de la Révolution, il fut détruit lors de bombardements en juin 1940.
- château du Val-d'Ailly (XVIIIe siècle), limitrophe de Fontaine-Bellenger

#### Sites classés et inscrits
- La boucle de la Seine dite de Château-Gaillard,  Site classé (2006)[13]
- Les Falaises de l'Andelle et de la Seine,  Site inscrit (1981)[14].

### Personnalités liées à la commune
- Étienne-Henri Mengin du Val d'Ailly (1778-1865) porte dans son patronyme le témoignage de seigneur féodal du hameau de Venables, le Val d'Ailly.
- Roland Pré, ancien président du BRGM.

### Héraldique
| Armes de Venables | Ces armes peuvent se blasonner ainsi aujourd'hui : d'azur à deux fasces d'argent, surmontées de trois étoiles d'or rangées en chef. |